# Сервеєр

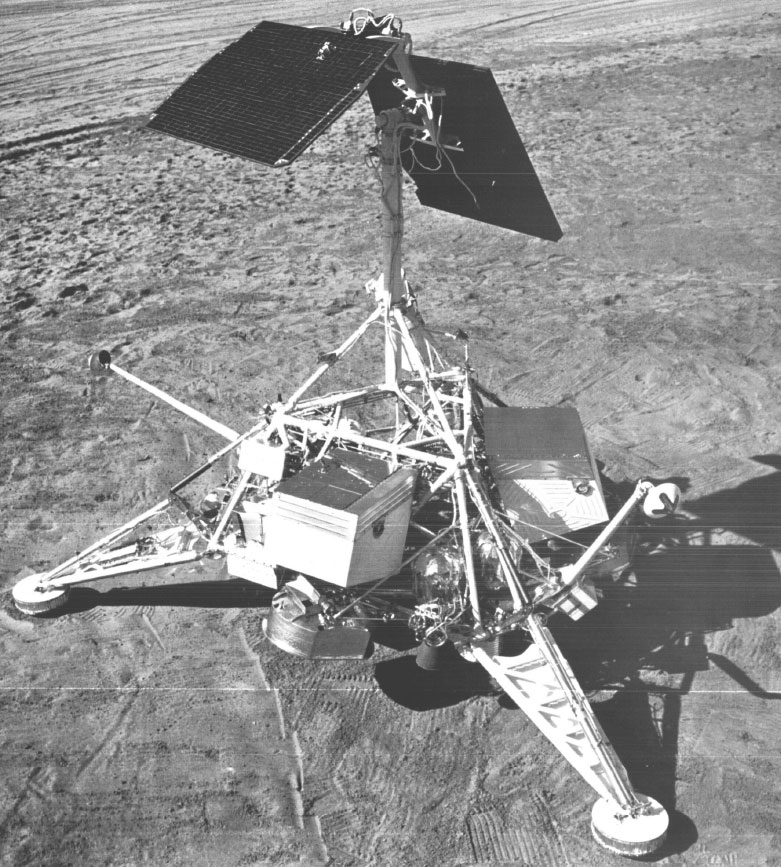
«Сервеєр» під час випробувань на Землі

«Серве́єр» (англ. Surveyor — «Топограф») — програма розробки і запусків американських автоматичних міжпланетних станцій для дослідження Місяця, яка тривала з 1966 по 1968.
Мета запусків полягала в польотах на Місяць за траєкторією зіткнення, що тривали 63-65 годин, і закінчувалися уповільненням приблизно за три хвилини до м'якої посадки.
П'ять «Сервеєрів» успішно здійснили м'яку посадку на Місяць, зокрема перший. Два запуски були невдалі: Сервеєр-2 розбився на великій швидкості після невдалої корекції курсу, Сервеєр-4 припинив передачу радіосигналу за 2,5 хвилини до запланованого приземлення.

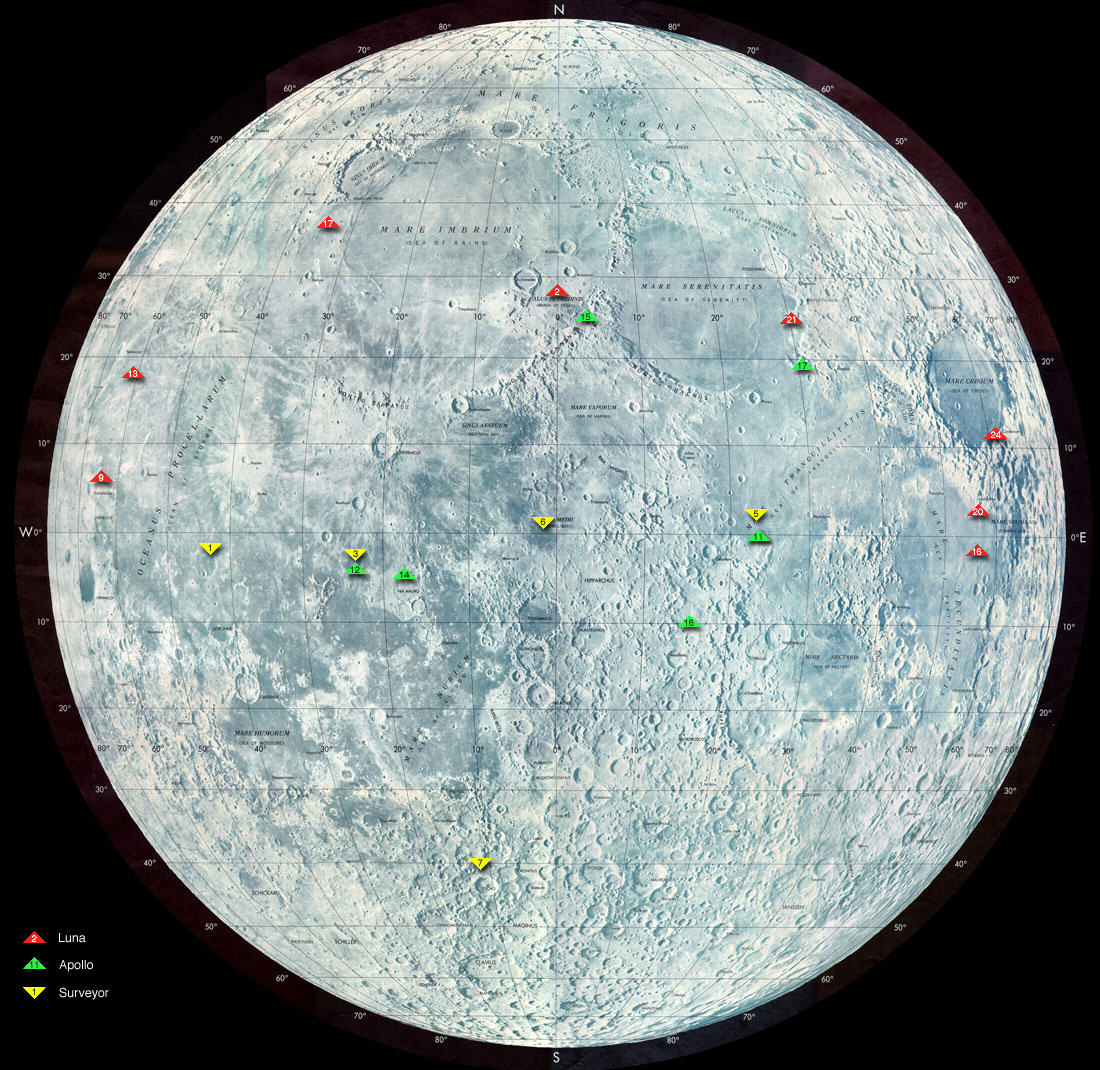
Жовтим показано місця посадок апаратів серії «Сервеєр»

## Місія програми
Головними завданнями програми було визначення:
- механічних характеристик;
- хімічного складу і електромагнітних властивостей місячного ґрунту;
- теплових умов на поверхні Місяця;
- отримання телевізійних зображень поверхні для вивчення топографії рельєфу і структури місячного ґрунту;
- реєстрації лазерного випромінювання, що посилалося з Землі;
- виконання астрономічних досліджень (зйомка зірок, Сонця, планет).

Технічне завдання програми «Сервеєр» — відпрацювання системи м'якої посадки.

## Конструкція

### Рама
Рама апарата мала базову трикутну форму з алюмінієвих труб, що спрощувало монтування науково-технічного обладнання. У кутах рами кріпились три відкидні посадкові ноги з амортизаторами і опорами. Під час запуску опори перебували складеними під обтічником. Опори і амортизаційні блоки, укріплені на кожній нозі, складались з алюмінієвих чарунок, за рахунок деформації яких поглиналася енергія посадкового удару. Опори розкладалися на 4,3 м від центру апарата. Апарат був висотою приблизно 3 м.

### Живлення
На вершині вертикальної щоглі висотою понад один метр, розташованої в центрі трикутника, були сонячні батареї площею 0,855 м² з 792 фотоелементів, що створювали потужність до 85 Вт, додатково використовувались срібно-цинкові батареї.

### Зв'язок
До центру щогли кріпилась рухома плоска антена з високим коефіцієнтом підсилення, що передавала телевізійні зображення. Дві неспрямовані антени на кінцях розкладних щогл використовувались для передачі і прийому команд. Апарат мав два передавача і два приймача.

### Теплозахист
Теплозахист забезпечувався поєднанням білої фарби і оздобленням з високим коефіцієнтом тепловиділення, нанесеними на поліровану алюмінієву основу.

### Відсіки апаратури
На рамі у двох відсіках з контрольованою температурою розміщувалась електронна апаратура. Відсіки були вкриті потужною теплоізоляцією, крізь яку проходили теплові канали, також у відсіках були терморегулювачі і маленькі електричні нагрівачі. В одному відсіку, у якому підтримувалася температура від 5 до 50 °C, розміщувалось обладнання для зв'язку і контролю електропостачання. В іншому, у якому підтримувалася температура від −20 до 50 °C, розміщувалось обладнання для обробки сигналів.

### Інженерне обладнання
Телевізійна камера була змонтована близько біля вершини триніжка. В структуру були вставлені тензодатчики, температурні сенсори та інше інженерне обладнання.
Один фотометричний приціл було змонтовано біля кінця посадкової опори. одна коротка стріла розкладалася з центру структури.
Сонячний сенсор, датчик Канопуса і швидкі гіроскопі, що оберталися у кардановій підвісці, допомагали визначити орієнтацію апарата.

### Рух і орієнтація
Рух і орієнтація здійснювались за допомогою холодного азоту під час фази польоту. Твердопаливний двигун у формі сталевої кулі, змонтований у центрі апарата, використовувався при посадці. Три малі ракетні двигуни з керованою тягою використовувались під час корекції орбіти і посадки. Двигуни працювали на гідраті монометилгідразину (пальне) і суміші MON-10 (90 % диоксиду динітрогену (N2O2) і 10 % монооксиду азоту (NO)). Кожна камера згоряння мала тягу 130—460 Н, один двигун повертався для контролю крену. Паливо зберігалося у сферичних баках, прикріплених до рами апарата.

### Схема посадки
Висотомір вмикав головний ракетний двигун для початкового гальмування. Після закінчення роботи твердопаливного двигуна відокремлювались висотомір і двигун. Після цього вмикались доплерівський і висотомірний радари, що забезпечували інформацію для роботи автопілота, який контролював систему малих двигунів до посадки.

## Наукові прилади
- альфа-аналізатор для визначення хімічного складу місячного ґрунту за відбитим альфа-випромінюванням («Сервеєр-5», «Сервеєр-6», «Сервеєр-7»),
- ківш-захват для дослідження механічних характеристик ґрунту («Сервеєр-3», «Сервеєр-4», «Сервеєр-7»),
- прилади для виявлення магнітних речовин у ґрунті («Сервеєр-4», «Сервеєр-5», «Сервеєр-6», «Сервеєр-7»),
- телевізійна камера для зйомок Місяця на ділянці підльоту («Сервеєр-1» і «Сервеєр-2»).

На всіх «Сервеєрах» встановлювалася панорамна телевізійна камера для отримання знімків після посадки на Місяць (всього було отримано близько 86 500 знімків місячної поверхні, Сонця, планет). Максимальний діаметр всіх «Сервеєрів» (по опорах розгорнутого посадкового шасі) 4,27 м, висота (при складеному шасі) близько 3 м, стартова маса 995—1038 кг, після посадки — 276—297 кг. Запуски здійснювалися ракетою-носієм «Атлас-Центавр». Всього було запущено 7 апаратів (1966—1968), з яких «Сервеєр-1», «Сервеєр-3», «Сервеєр-5», «Сервеєр-6» і «Сервеєр-7» здійснили м'яку посадку і виконали основні завдання програми.

## Запуск і посадка на Місяць

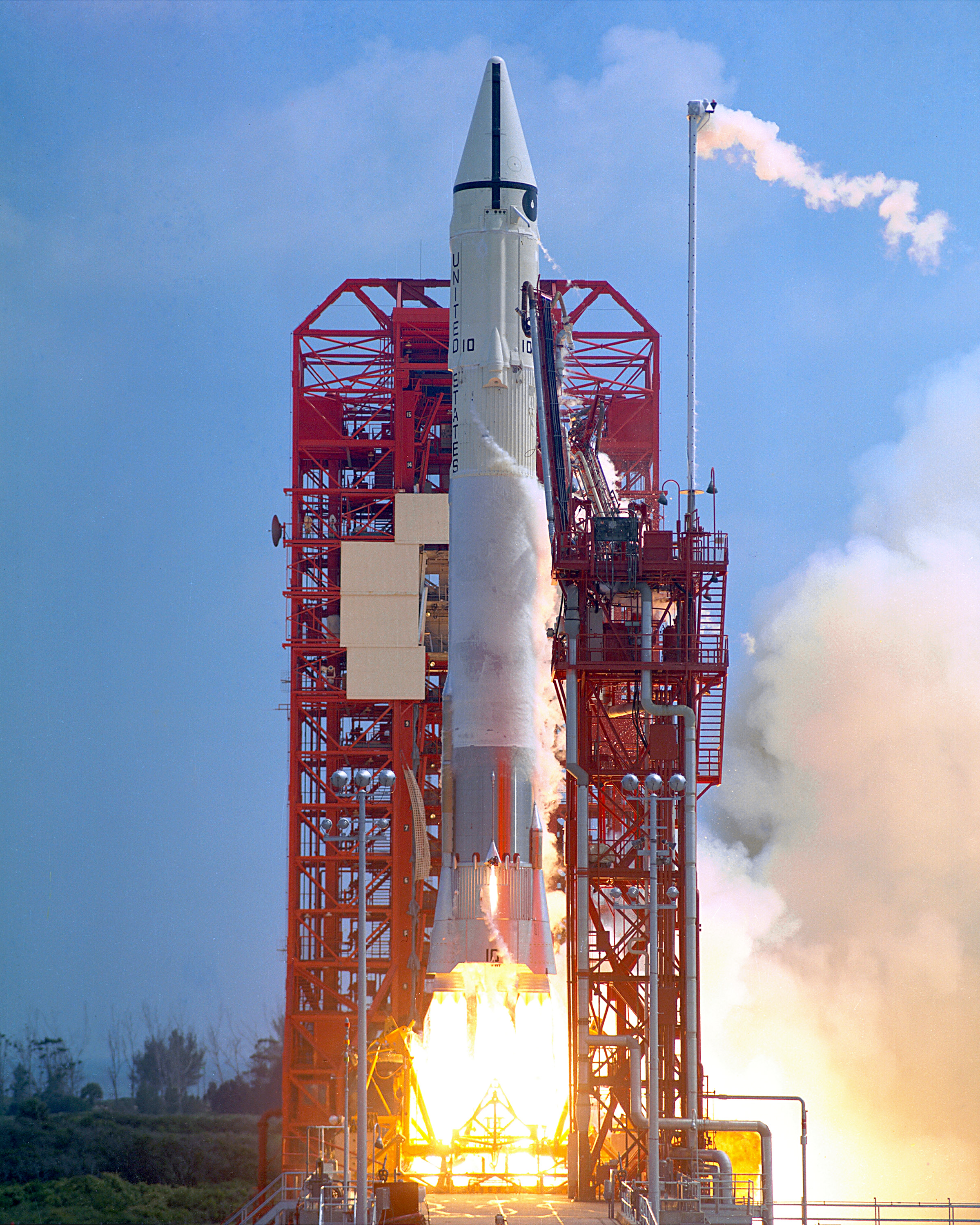
Запуск ракети Атлас-Центавр AC-10, з космічним апаратом Сервеєр-1, 30 травня 1966

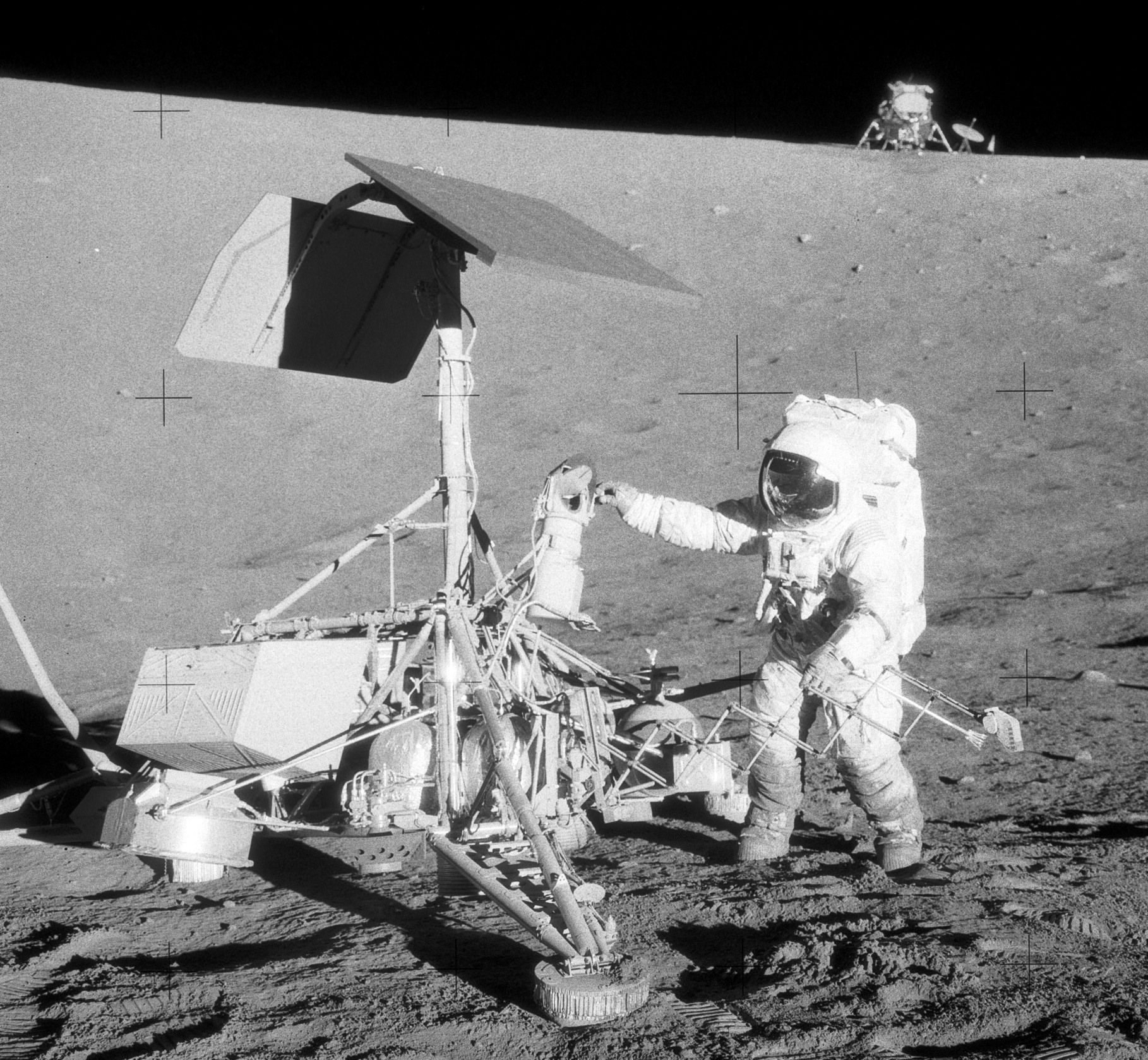
Астронавт Чарльз Конрад біля «Сервеєра-3»

Кожна місія «Сервеєр» складалася з одного безпілотного космічного апарата, розробленого і побудованого Hughes Aircraft Company. Ракетою-носієм для виведення були Атлас-Центавр, які виводили апарат на транс-місячну траєкторію. Апарат не виходив на орбіту Місяця, а сповільнювався з швидкості 2,6 км/сек відносно Місяця після запуску двигунів м'якої посадки.
Кожен апарат гальмувався до 110 м / сек (4 % від швидкості до гальмування) основною гальмівною твердопаливною системою, що працювали протягом 40 секунд, починаючи з висоти 75,3 км над Місяцем, а потім спускався доки радар не фіксував висоту 11 км від поверхні. Частину шляху, що залишилася до поверхні, тривалістю близько 2,5 хвилин, відбувалось гальмування за допомогою дрібніших двигунів, які працювали на рідкому паливі. Останні 3,4 метра, до поверхні виконувалися в стані вільного падіння з нульовою швидкістю на цій висоті, після того як двигуни малої тяги були відключені. Це призводило до посадки зі швидкістю близько 3 м/сек.
Сервеєр-1 знадобилося близько 63 годин (2,6 доби), щоб досягти Місяця. Його стартова маса була 995,2 кг, а посадкова (за вирахуванням палива, гальмівного та радіолокаційного пристроїв) — 294,3 кілограмів.

## Історія запусків
- «Сервеєр-1» — запуск 30 травня 1966; посадка в Океані Бур (лат. Oceanus Procellarum) 2 червня 1966.
- «Сервеєр-2» — запуск 20 вересня 1966; розбився на високій швидкості після невдалої корекції при підльоті, впав недалеко від кратера Коперник (лат. Copernicus) 23 вересня 1966.
- «Сервеєр-3» — запуск 17 квітня 1967; посадка в Океані Бур (лат. Oceanus Procellarum) 20 квітня 1967.
- «Сервеєр-4» — запуск 14 липня 1967; був втрачений контакт за 2,5 хвилин до запланованого приземлення, впав у Центральній Затоці (лат. Sinus Medii) 17 липня 1967.
- «Сервеєр-5» — запуск 3 вересня 1967; посадка в Море Спокою (лат. Mare Tranquillitatis) 11 вересня 1967.
- «Сервеєр-6» — запуск 7 листопада 1967; посадка в Центральній Затоці (лат. Sinus Medii) 10 листопада 1967.
- «Сервеєр-7» — запуск 7 січня 1968; посадка недалеко від кратера Тихо (лат. Tycho) 10 січня 1968.

## Реалізація програми
Програма була реалізована Лабораторією реактивного руху НАСА (JPL) в рамках підготовки польоту людини на Місяць за програмою «Аполлон». Загальна вартість програми офіційно становила 469 мільйонів доларів.
Усі сім космічні апарати перебувають на Місяці, оскільки не були розраховані для повернення на Землю. Деякі частини «Сервеєра-3» були повернуті на Землю екіпажем Аполлона-12, який приземлився поруч з ним 1969. Камера від нього перебуває на виставці в Національному музеї авіації та космонавтики у Вашингтоні, округ Колумбія.